# 찰스 캐드월러더 빈턴
찰스 캐드월러더 빈턴(영어: Charles Cadwallader Vinton, 한국어: 빈돈(賓頓), 1856년 ~ 1936년 6월 26일)은 미국의 선교사이자 의사이다. 제중원의 제3대 원장을 역임하였으며 한글 성서의 출판과 보급을 위한 성서공회의 창설에 참여하였다.

## 생애
빈턴은 1891년 4월 3일에 미국 북장로회 소속 의료 선교사로 조선에 입국하여 이질로 사망한 존 헤론의 뒤를 이어 제중원의 원장이 되었다. 5월 11일에 빈턴은 제중원 운영비 사용 권한을 요구하며 진료를 거부하였다. 미국 공사 허드(Augustine Heard)가 빈턴과 조선 정부를 중재하여 문제는 진정되었다. 의료 사업보다는 직접 선교의 필요성을 강조하던 빈턴은 제중원에서는 선교가 불가능하였지만 제중원 구내에 교회 설립을 추진하였다. 그러나 빈턴은 조선 정부에 의하여 교회 설립이 좌절되자 태업을 시작하였고 1891년 9월부터는 별도의 개인 진료소를 차렸으며 1893년 11월에 제중원 원장직을 사임하였다.